# Куянов Віталій Сергійович
Віталій Сергійович Куянов (нар. 5 серпня 1986, м.Семипалатинськ, Казахстан) — український футболіст, півзахисник.
Виступав за: «Зміна-Оболонь» Київ, «Металург» Запоріжжя (юнаки), СДЮШОР Миколаїв, «Спартак-2» Калуш, «ОЛКОМ» Мелітополь, ЦСКА Київ, «Княжа» Щасливе, «Княжа-2» Щасливе, «Арсенал» Харків, «Нива» Тернопіль.